# Roberto Raschi
Roberto Raschi (1964?) è un politico sammarinese, che ha ricoperto la carica di Capitano Reggente da ottobre 2004 ad aprile 2005, in coppia con Giuseppe Arzilli.
All'epoca era membro del Partito Socialista Sammarinese.